# Bruchem
Bruchem is een dorp in de Bommelerwaard, behorend tot de gemeente Zaltbommel, in de Nederlandse provincie Gelderland. Bruchem telt 1.910 inwoners (per 1 januari 2023). Nabijgelegen kernen zijn Kerkwijk, Zaltbommel, Gameren en Hurwenen. 

## Etymologie
De naam Bruchem bestaat uit twee delen: bruc en hem. Bruc komt van broek, dat drassig bebost stuk land betekent. Hem is afgeleid van heim, dat woonplaats betekent. Reeds vóór 960 werd Bruchem vermeld.

## Geschiedenis
Bruchem is gebouwd op een stroomrug die door het midden van de Bommelerwaard loopt en waarop ook Kerkwijk en Delwijnen zijn gelegen. Deze rug is ontstaan langs het riviertje de Alm, dat in de Bommelerwaard voor 1200 verzandde.
In de 12 eeuw werd het Huis te Bruchem gesticht door het geslacht De Cock van Bruchem. Deze familie bleef tot begin 15e eeuw in bezit van zowel het kasteel als de heerlijkheden Bruchem en Kerkwijk. Vanaf 1410 was de familie Van Berchem de eigenaar. In 1610 werd de heerlijkheid Kerkwijk afgesplitst.
Bruchem was vanaf de Franse tijd tot 1 januari 1818 de naam van de gemeente Kerkwijk. De gemeente werd op 1 januari 1999 opgeheven en bij Zaltbommel gevoegd.

## Bezienswaardigheden
- Hervormde kerk, deze is waarschijnlijk uit de 13e eeuw met een koor uit de 14e eeuw. De kerk werd in 2005/2006 uitgebreid van zo’n 250 zitplaatsen naar zo’n 400 zitplaatsen.
- Beeldje "De Fokgeit" van de kunstenaar Marcus Ravenswaaij. Het beeld werd door het Wegrestaurant "De Lucht" geschonken in 1986 aan de bevolking van Bruchem. "De Fokgeit" staat in de Kosterijstraat.
- De vluchtheuvel, die moest dienen als vluchtterp tijdens de watersnood of een overstroming, en die gebouwd werd na de watersnoodramp van 1861. Naast de heuvel ligt 'de put', een grote vijver.
- Groenhoven, een herenhuis van 1842 aan Dorpsstraat 6 in neoclassicistische stijl. Vroeger diende het als woning van de burgemeester maar tegenwoordig is er een restaurant.
- Bruchemse Molen, een molenrestant.
- Enkele boerderijen:
  - Peperstraat 8, hallenhuisboerderij van 1791.
  - Akkerstraat 1, krukhuisboerderij uit de 18e eeuw, met onderkelderd voorhuis.
  - Peperstraat 27, deels onderkelderde krukhuisboerderij van 1839.
  - Peperstraat 30; Peperstraat 34 en Peperstraat 37 zijn hallenhuisboerderijen uit de 2e helft van de 19e eeuw.

Zie ook
- Lijst van rijksmonumenten in Bruchem
- Lijst van gemeentelijke monumenten in Bruchem

## Natuur en landschap
Bruchem ligt in het rivierkleigebied van de Bommelerwaard, op een hoogte van ruim 2 meter. Het landschap wordt ingenomen door weilanden en tuinbouwbedrijven. Ten westen van Bruchem loopt de Bommelse Zuiderwetering. De directe omgeving is naar het noorden en het oosten aan het verstedelijken. In het noorden de uitbreidingswijken van Zaltbommel en in het oosten de Rijksweg 2 met Wegrestaurant "De Lucht".

## Geboren
- Cees van Bruchem (1950), landbouwkundig ingenieur, politicus en bestuurder

## Onderwijs
Bruchem heeft een protestants-christelijke basisschool genaamd De Bron met circa 200 leerlingen.
Dorpen: Aalst · Brakel · Bruchem · Delwijnen · Gameren · Kerkwijk · Nederhemert-Noord · Nederhemert-Zuid · Nieuwaal · Poederoijen · Zaltbommel · Zuilichem

Buurtschappen: Bern · Oensel · Poederoijensehoek · De Rietschoof

Gelderland: Steden en dorpen in Gelderland      Nederland: Provincies · Gemeenten